# 卡利什車站
卡利什車站（波蘭語：Stacja Kalisz）是波蘭大波蘭省卡利什的一座鐵路車站。該車站建於1902年，是華沙-卡利什鐵路的終點站。
車站大樓原預計於2012年歐洲國家盃之前進行升級改造。然而，由於合約問題和工程延誤，直到2015年11月才完成。